# سیات

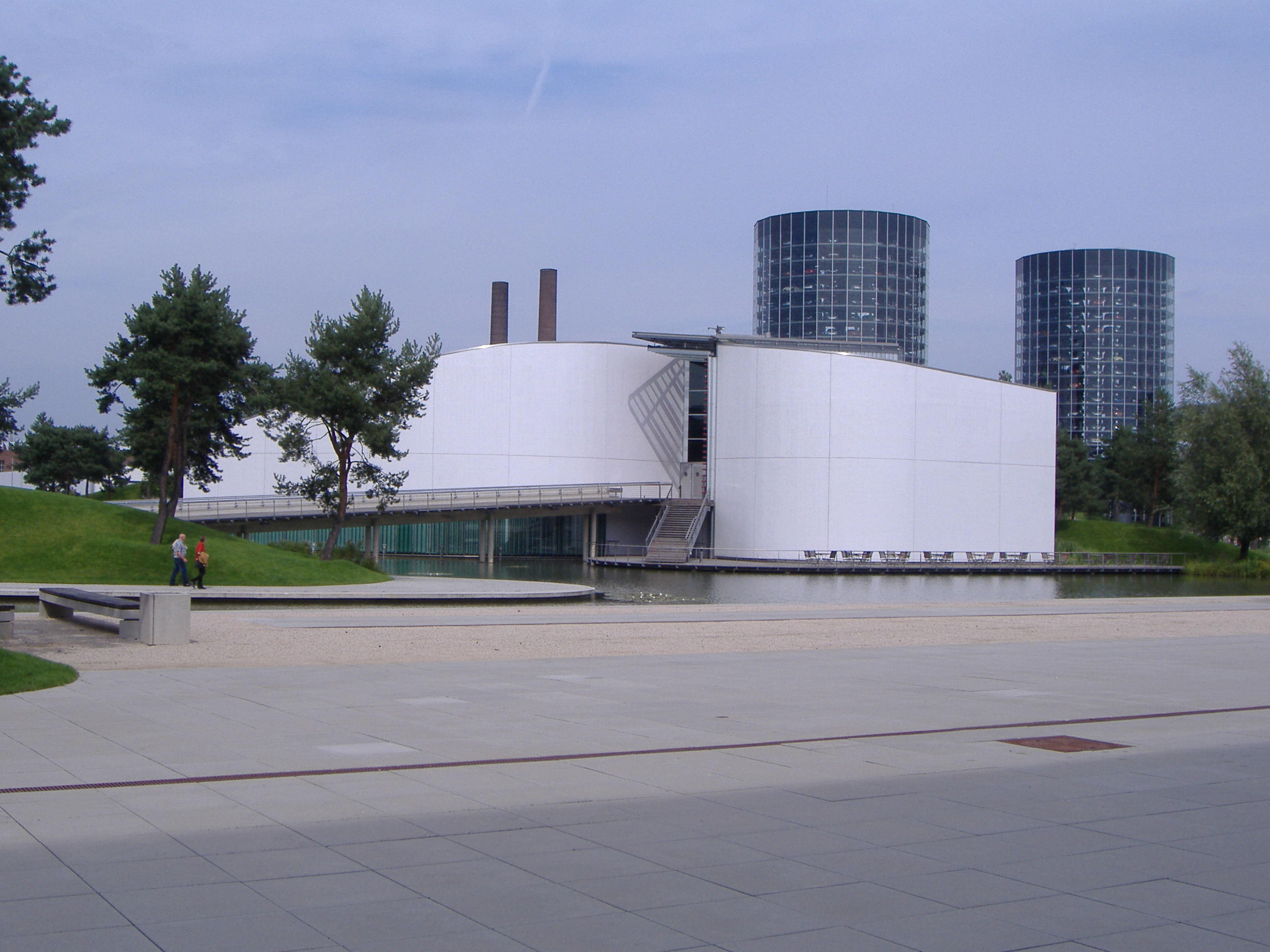
کارخانه خودروسازی سیات، در ولفسبورگ، آلمان

سیات (به اسپانیایی: SEAT) شرکت خودروسازی اسپانیایی و از زیرمجموعه‌های گروه فولکس‌واگن است. این شرکت در سال ۱۹۵۰ توسط انستیتوی ملی صنعت اسپانیا و با کمک آغازین شرکت فیات بنیان نهاده شد.
شرکت سیات عضو گروهی تحت عنوان گروه آئودی بود، که از آئودی و سیات تشکیل شده بود و پس از خریداری این گروه توسط گروه فولکس‌واگن، سپس منحل‌شدن گروه آئودی، هم‌اکنون شرکت سیات، به‌طور کامل تحت مالکیت گروه فولکس‌واگن قرار دارد.
شرکت سیات در شهر مارتورل در نزدیکی بارسلون مستقر می‌باشد و به‌طور رسمی در بارسلون به‌ثبت رسیده‌است. تا سال ۲۰۰۰ مجموع تولیدات سیات، ۵۰۰٬۰۰۰ دستگاه بود، که تا سال ۲۰۰۶ این رقم، از مرز ۱۶ میلیون خودرو گذشت، که ۶ میلیون دستگاه از این خودروها، توسط کارخانه خودروسازی مارتورل تولید شده‌است.
سیات (SEAT) سرواژه‌ای از عبارت اسپانیایی «Sociedad Española de Automóviles de Turismo» به‌معنی «انجمن اسپانیایی خودروهای گردشگری» می‌باشد.